# Jean-Louis Pisuisse

Jean-Louis Pisuisse (r.) und Max Blokzijl als Straßenmusikanten (1907)

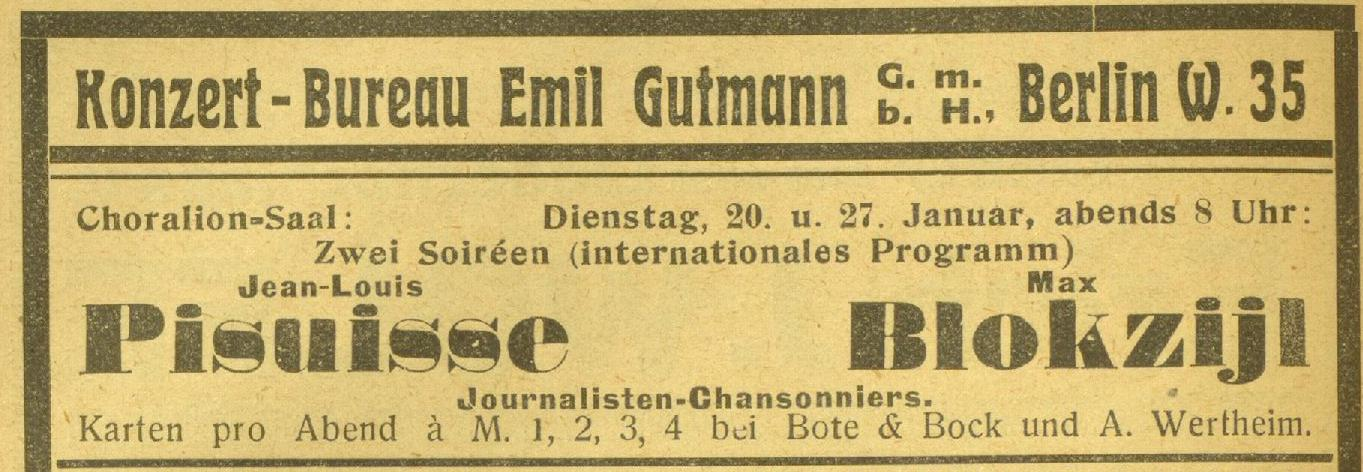
Anzeige für einen Auftritt von Pisuisse und Blokzijl im Berliner Choralion-Saal (1914)

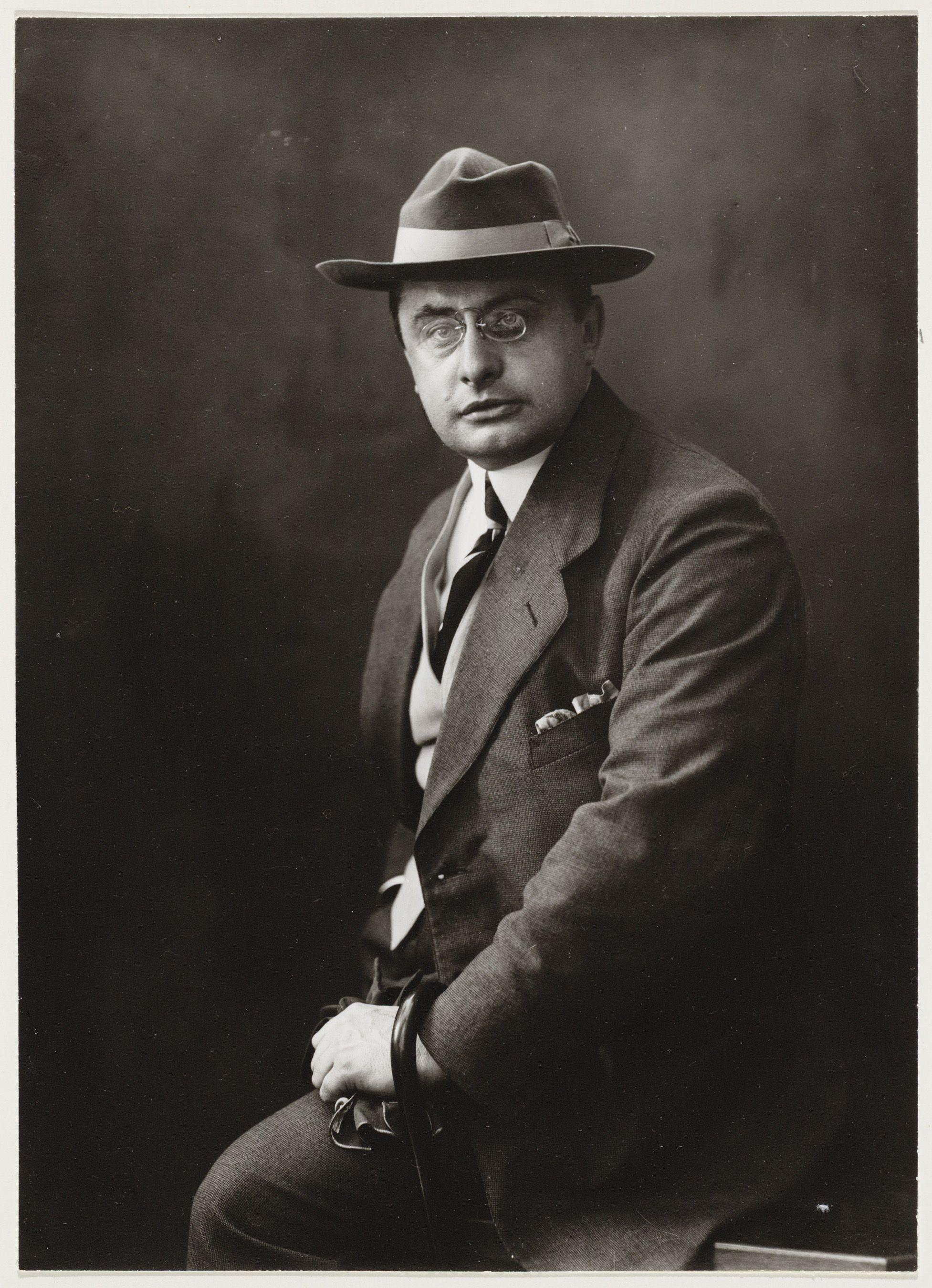
Pisuisse (1920)

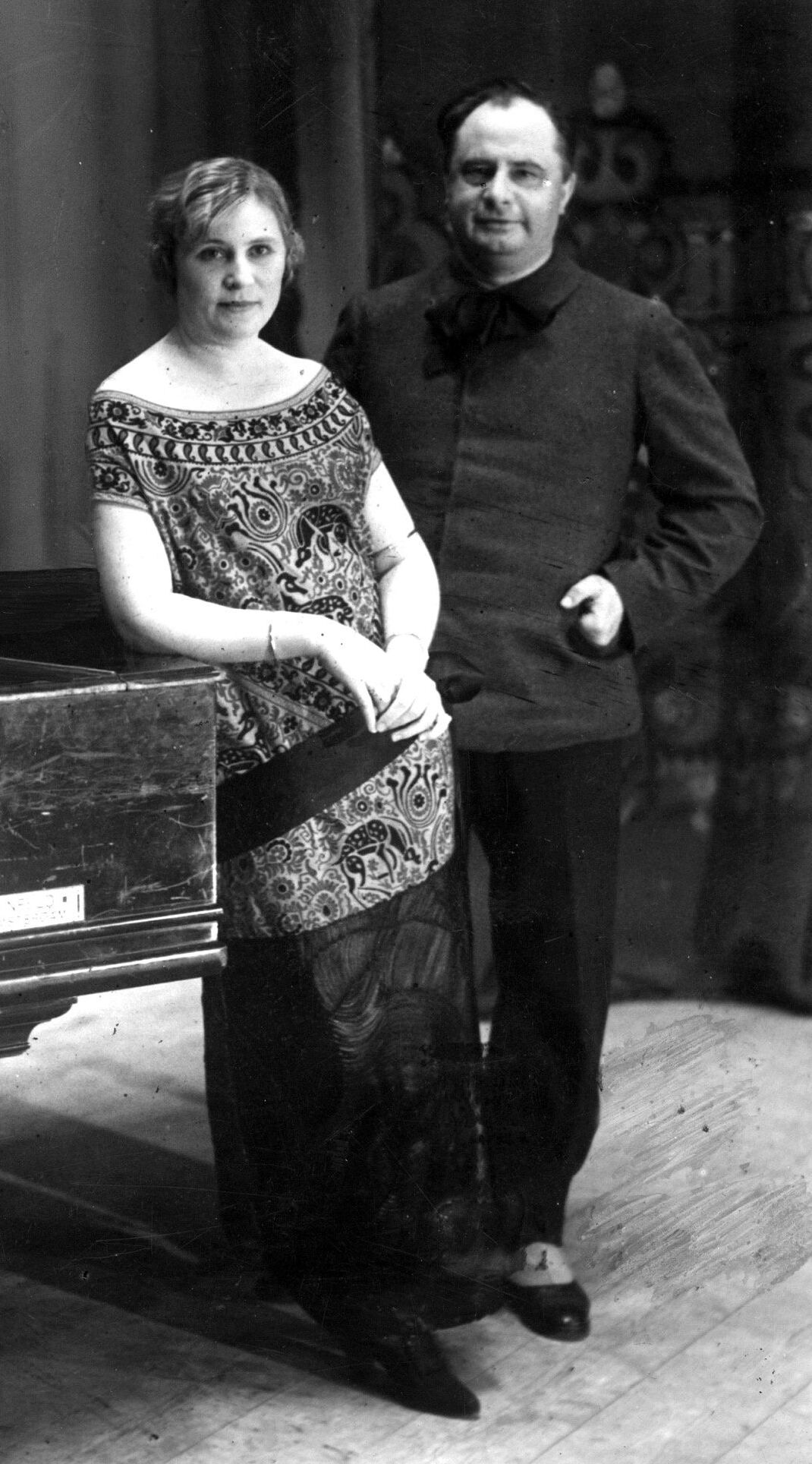
Jenny Gilliams und Pisuisse (1923)

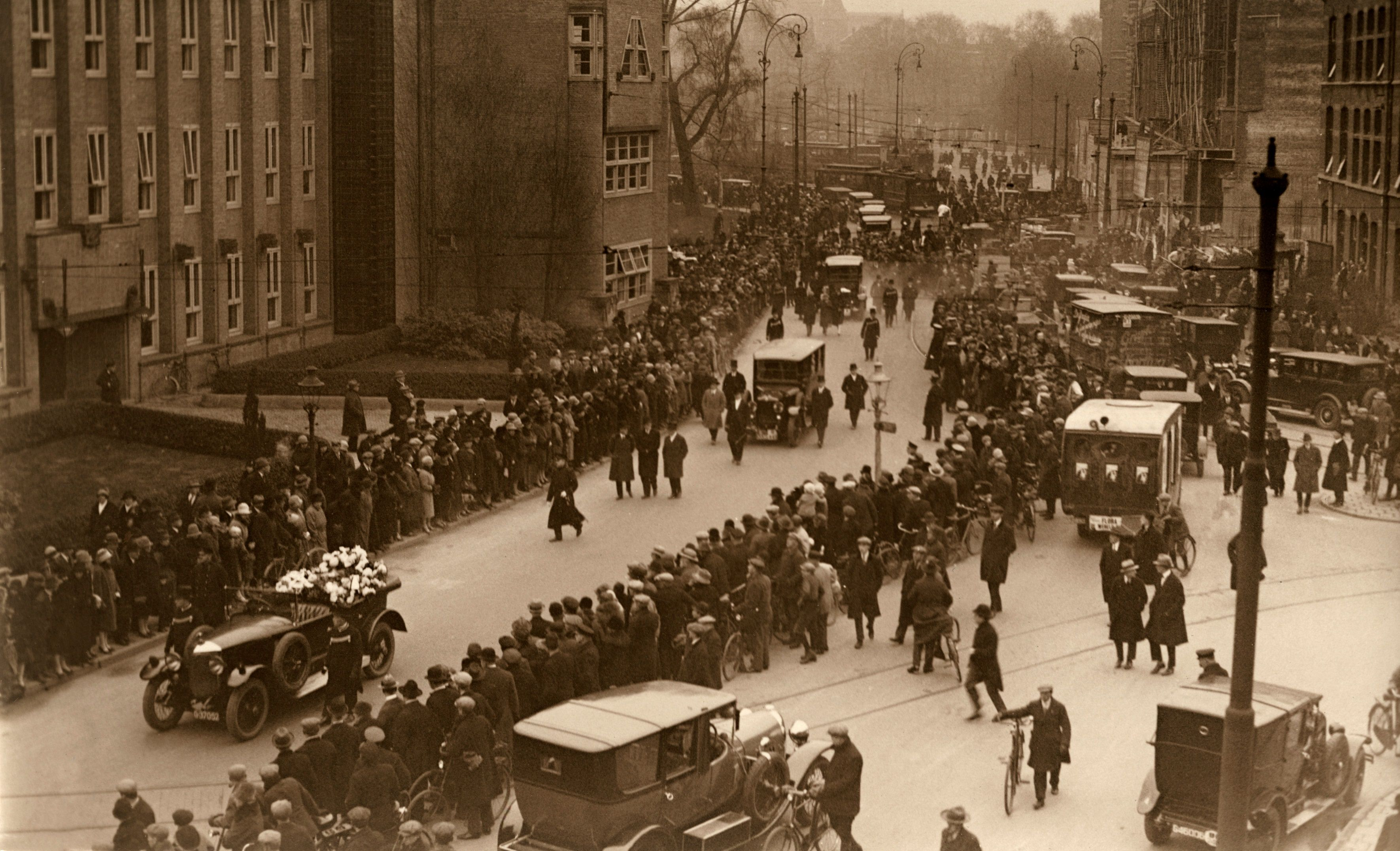
Trauerzug für Pisuisse und seine Frau Jenny Gilliams in Den Haag (1927)

Jean-Louis Pisuisse (* 6. September 1880 in Vlissingen/Provinz Zeeland; † 26. November 1927 in Amsterdam) war ein niederländischer Journalist, Kabarettist und Sänger. Er gilt als der Begründer der niederländischen Kleinkunst. 1927 wurden er und seine Frau Jenny Gilliams von einem eifersüchtigen Nebenbuhler auf offener Straße in Amsterdam erschossen.

## Biographie

### Beruflicher Werdegang
Jean-Louis Pisuisse war ein Sohn des Lotseninspektors Jacobus Servaas Pisuisse (1836–1904) und von Wilhelmina Jacoba Schipper (1845–1928), Tochter eines Klempners. Jean-Louis war der einzige Sohn; er hatte fünf Schwestern. Er verbrachte seine Kindheit in Vlissingen und Middelburg, wo er die Hogereburgerschool besuchte.
Durch die Vermittlung seines Onkels, der bei der Middelburgsche Courant arbeitete, konnte Pisuisse seine ersten Artikel veröffentlichen. Im Alter von 20 Jahren ging er nach Amsterdam, um als Reporter für die Amsterdamsche Courant und später für das Algemeen Handelsblad zu arbeiten. Von 1903 bis 1906 war er als Korrespondent in London tätig. Im Mai 1903 heiratete er Jacoba Smit (1877–1933); die Eheleute bekamen den Sohn Jacques Servais Louis (1904–1973) und die Tochter Eline (1905–1949), die später ebenfalls Kabarettistin wurde. 1912 wurden sie geschieden.
Zurück in den Niederlanden tourte Pisuisse mit seinem Kollegen Max Blokzijl (1884–1946) als „italienische Straßensänger“ verkleidet und mit Gitarre, Orgel und Mandoline ausgestattet durch das Land. Ihre Erlebnisse wurden als Buch veröffentlicht, und anschließend traten sie auf der Bühne auf. Als „journalistische Chansonniers“ unternahmen sie eine Reise nach Niederländisch-Indien. Sie machten Aufenthalt in Paris, wo sie das neuartige „cabaret artistique“ Le Chat Noir besuchten, das Pisuisse fortan als künstlerisches Vorbild diente. 1908 lernte er in Surabaya die Schauspielerin Fie Carelsen kennen, die Mitglied in seinem ersten Kabarett-Ensemble „De Kattebel“ wurde. Mit Blokzijl setzte er seine Reise über Japan, China, Russland und Deutschland fort. Im Sommer 1911 kehrten die beiden Männer in die Niederlande zurück.
In Zusammenarbeit mit dem Impresario Max van Gelder eröffnete Pisuisse 1912 das Cabaret Artistique im Kurhaus Scheveningen. Im Jahr darauf heiratete er Fie Carelsen und tourte erneut durch Niederländisch-Ostindien. Dabei moderierte und sang er in mehreren Sprachen. Bei Ausbruch des Ersten Weltkriegs im August 1914 wurde Blokzijl zum Militär eingezogen, und Pisuisse wurde Kriegsberichterstatter für De Telegraaf in Belgien, und er schrieb Briefe für das Algemeen Handelsblad.
In den folgenden Jahren musste Pisuisse mitunter mehrere Monate dienen und trat zusammen mit seinem neuen Begleiter Jan Hemsing im Kurhaus oder anderen Theatern in den Niederlanden auf. Auch spielte er zusammen mit Fie Carelsen vor Soldaten. Mit großem Erfolg brachte er die ersten Lieder des Komponisten Dirk Witte heraus, die als kabarettische Klassiker gelten, wie etwa das bekannteste Mensch, durf te leven (Mensch, trau dich zu leben), sowie Lieder von Aristide Bruant. „Mit seiner Stimme, die wie eine drohende Fanfare klang, erschreckte Jean-Louis die langweiligen Reihen zu seinen Füßen, die würdevollen Herren, die adretten Damen, und erweckte in ihnen ein Lebensgefühl, wie es sein Künstlerherz kannte und bekannte: erschreckend schön und elend“, schrieb die Journalistin Top Naeff im De Groene Amsterdammer. Bei seinen Auftritten begleitete er sich selbst auf der Laute oder der Gitarre und wurde von einem Pianisten unterstützt. Hin und wieder schrieb er auch selbst Kabarettlieder.
Pisuisse holte neue Mitglieder in sein Kabarett-Ensemble, darunter Lola Cornero, Stella Fontaine, Paul Collin, Louis Davids und Margie Morris. Im Januar 1917 lernte er die flämische Sängerin Joanna Jacoba „Jenny“ Gilliams (* 1892) kennen. Am 19. Juli 1918 verlobten sich die beiden, und 1920 wurde ihre Tochter Jenneke geboren. Die offizielle Scheidung von Fie Carelsen erfolgte erst 1925, die Heirat mit Jenny Gilliams im Jahr 1927; Pisuisse soll die Beziehungen parallel geführt haben. Die Lieder, die er zuvor mit Fie Carelsen gesungen hatte, trug er nun mit Jenny Gilliams vor. Von 1925 bis Januar 1927 unternahmen sie eine weitere Tournee durch Niederländisch-Indien.

### Die Ermordung
Im August 1927 gab der lyrische Tenor Tjakko Kuiper (* 22. Dezember 1898) sein Debüt mit dem Pisuisse-Ensemble. Pisuisse hatte ihn für romantische Duette mit Gilliams engagiert, die er für sich selbst nicht mehr für altersgemäß hielt. Gilliams und Kuiper verliebten sich ineinander. Die Spannungen wurden so groß, dass Pisuisse Kuiper Anfang Oktober 1927 entließ. Kuiper löste seine Verlobung mit einer Britin auf und wollte mit Jenny Gilliams nach Belgien gehen, doch diese entschied sich letztlich für ihren Mann. Kuiper wollte sich damit nicht abfinden: Er verfolgte die Truppe und schrieb zahlreiche Briefe an Gilliams.
Am 26. November 1927 schoss Kuiper auf dem Rembrandtplein in Amsterdam einmal auf Jenny Gilliams und – als Pisuisse sich schützend vor seine Frau stellte – zwei Mal auf ihn. Mit einer weiteren Kugel tötete er sich selbst. Pisuisse und Gilliams waren nicht auf der Stelle tot, starben aber noch am selben Tag. Der Trauerzug für die Eheleute am 1. Dezember 1927 in Amsterdam führte vom Krankenhaus zum Concertgebouw, wo ein Gottesdienst ausgerichtet wurde. Er fand unter großer öffentlicher Teilnahme statt, darunter zahlreiche Kolleginnen und Kollegen des Ehepaars. Anschließend wurden die beiden Särge in einer Kolonne von rund 30 Wagen (zeitweise im Schritttempo) zum Friedhof Oud Eik en Duinen in Den Haag gebracht, wo sie im selben Grab bestattet wurden. Dort seien die Straßen „schwarz vor Menschen“ gewesen, schrieb der Nieuwe Haarlemsche courant. Trauerzug und Bestattung sind filmisch dokumentiert.
Nach Meinungsverschiedenheiten zwischen den Familien wurde Gilliams im Jahr darauf exhumiert und in einem Nachbargrab bestattet. Kuiper war auf dem Stadskanaal Noorderbegraafplaats in Amsterdam beerdigt worden. Pisuisses geschiedene zweite Ehefrau Fie Carelsen überlebte ihren Ex-Mann um 48 Jahre. 1975 wurde sie gemäß ihrem letzten Willen im Grab von Pisuisse, für das sie die Eigentumsrechte erworben hatte, beerdigt.
Pisuisses Freund Max Blokzijl arbeitete weiterhin als Journalist. Während der deutschen Besatzung der Niederlande im Zweiten Weltkrieg diente er den Besatzern als Pressewächter sowie Propagandasprecher im Radio und warb für den Nationalsozialismus. Als einziger niederländischer Journalist wurde er nach Kriegsende 1946 wegen Landesverrats hingerichtet.

## Rezeption

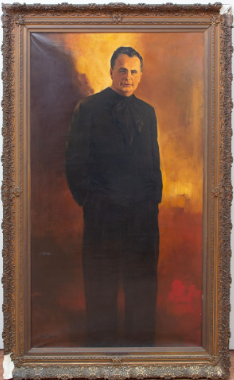
Gemälde von Han van Meegeren (1928)

Der niederländische Kabarett-Historiker Wim Ibo attestierte Pisuisse, die wichtigste Rolle in der Entwicklung des niederländischen Kabaretts gespielt zu haben: „Seine Gelehrsamkeit, seine internationale Ausrichtung und seine Führungsqualitäten machten ihn zu einer außergewöhnlichen Kabarettpersönlichkeit, deren Arbeit und Vision einen nicht zu unterschätzenden Einfluss auf zahllose von ihm entdeckte oder angeregte Künstler ausgeübt hat.“ Er habe neben neuen niederländischen Liedern junger Autoren und Komponisten auch die Werke ausländischer Kollegen vorgestellt. Seine eigene Darbietung habe sich durch eine „kraftvolle Gesangsstimme, eine eindringliche Rezitation und einen einnehmenden Charme“ ausgezeichnet.

## Ehrungen und Erinnerungen
1976 wurde aus dem Vermächtnis von Fie Carelsen der Pisuisse Prijs für die beste Theateraufführung eines Schülers der Academie voor Theater en Dans ins Leben gerufen und bis 1999 vergeben. Letzte Preisträgerin war die später populäre Schauspielerin Carice van Houten.
1979 schrieb der niederländische Autor Gerben Hellinga das Theaterstück Mensch durf te leven, das im Jahr darauf mit Jules Croiset in der Hauptrolle unter der Regie von Dimitri Frenkel Frank verfilmt wurde.
Kurz nach der Beerdigung im Jahre 1927 schuf der Maler (und spätere Kunstfälscher) Han van Meegeren ein Porträt von Jean-Louis Pisuisse, das dessen Tochter Eline dem Kurhaus Scheveningen schenkte. Als die Enkelin von Pisuisse, Jeanne-Louise van der Linden (1920–2022), dort ihren 95. Geburtstag feiern wollte, war das Bild nicht auffindbar; es war offenbar bei einem Umbau 1973 entfernt worden. Wenig später tauchte es im Katalog eines Auktionshauses auf, das das Bild unentgeltlich zurückgab. Es wurde restauriert und im Dezember 2023 erneut im Kurhaus enthüllt.
1967 nahm der niederländische Chansonnier Ramses Shaffy das populärste Lied von Jean-Louis Pisuisse und Dirk Witte Mensch, durf te leven neu auf.
In Beverwijk, Den Haag, Hengelo und Rotterdam sind Straßen nach Jean-Louis Pisuisse benannt, in Utrecht eine Allee. An seinem Geburtshaus in der Waalstraat 27 in Vlissingen erinnert eine Gedenktafel an ihn. Es gibt keine nach ihm benannte Straße in seinem Geburtsort, hingegen eine „Fie Carlesenlaan“. Pläne, ein Denkmal für ihn in Vlissingen zu errichten, kamen nicht zur Ausführung.

## Publikationen (Auswahl)
- De franc-tireur van Warsage. Scheltens & Giltay, Amsterdam 1914.
- De schipbreuk van de 'Berlin' 21 Februari 1907. (gutenberg.org).
- mit Max Blokzijl: Avonturen als straatmuzikant. Becht, Amsterdam 1908.
- Ein Augenzeuge über die Eroberung von Lüttich. In: Neues Wiener Journal, 16. August 1914, S. 4 (online bei ANNO).
- Chansons internationales : répertoire Pisuisse et Blokzijl. B. van Mantgem Hofl, Amsterdam 1916.
- Honderd liederen uit het Duitsch, Engelsch en Fransch répertoire van Jean-Louis Pisuisse. 1918.